# Iginniarfik
Iginniarfik, Igíniarfik – miejscowość na zachodnim wybrzeżu Grenlandii, w gminie Qaasuitsup. W Iginniarfik znajduje się heliport będący środkiem komunikacji z innymi miejscowościami na Grenlandii.
Według danych oficjalnych liczba mieszkańców w 2011 roku wynosiła 89 osób.